# Аяч-Яга (Коми)
Аяч-Яга — упразднённый в 1976 году посёлок, вошедший в черту
посёлка городского типа Северный в Республике Коми Российской Федерации. До упразднения входил в состав Воркутинского горсовета, ныне территория Аяч-Яга городского округа Воркута.

## География
Расположен у реки Воркута при впадении её притока Аяч-Яга, примерно в 4 км от центра рабочего посёлка Северный и 10 км к северу от Воркуты.

## Климат
Климат умеренно-континентальный, лето короткое и холодное, зима многоснежная, продолжительная и суровая. Климат формируется в условиях малого количества солнечной радиации зимой, под воздействием северных морей и интенсивного западного переноса воздушных масс. Вынос тёплого морского воздуха, связанный с прохождением атлантических циклонов, и частые вторжения арктического воздуха с Северного Ледовитого океана придают погоде большую неустойчивость в течение всего года. Годовая амплитуда составляет 32,7°С. Самым тёплым месяцем года является июль (средняя месячная температура +12,4°С), самым холодным месяцем — январь (-20,3°С). Среднегодовая температура воздуха −6,0°С. Число дней со средней суточной температурой воздуха выше нуля градусов составляет 125.

## История
Возник в конце 1940-х годов как поселение Речлага. Силами заключенных построена ТЭЦ-2. 
В 1976 году включен в состав рабочего посёлка Северный.